# Som e Imagem
Som e imagem é o título de uma canção escrita pelos compositores Carlos Randall e Randalzinho. Foi gravada por Guilherme & Santiago em 2002 e lançada no álbum "Azul". A canção foi a primeira música de trabalho do álbum e fez muito sucesso em 2002, fazendo com que Guilherme & Santiago, que já eram conhecidos no mundo sertanejo, ficassem ainda mais famosos e dessem um grande salto na carreira. "Som e imagem" é um grande sucesso da dupla e foi gravada novamente no álbum "É Pra Sempre Te Amar - Ao Vivo", em 2005, com a participação mais que especial do amigo e padrinho Daniel. A canção foi gravada novamente em 2016 no álbum Acústico 20 Anos.

## Desempenho nas paradas

### Posições
| País   | Parada         | Melhor posição |
| ------ | -------------- | -------------- |
| Brasil | Brasil Hot 100 | 6              |